# Nexum
Nexum en dret romà, era un tipus d'acord fet per contracte que sembla d'origen molt antic i que va ser vigent durant la República Romana.
Les referències històriques d'aquesta mena de contracte són escasses i poc clares, i no hi ha una opinió unànime sobre el tema. Sembla que quan s'establia un nexum el deutor, conegut també com a nexum (plural nexi) cedia legalment, per mitjà de fórmules rituals fetes davant de cinc testimonis, el poder de domini sobre la seva persona al creditor, de manera immediata o ajornada fins que es veiés que no es paga el deute. Sembla que així ho havien establert les Lleis de les dotze taules.
Els nexi eren normalment ciutadans empobrits i plebeus que no tenien altra forma per obtenir diners que oferir-se ells mateixos com a garantia per al prestador. El contracte assegurava que el creditor, al mateix moment que s'acabava el termini per pagar, podia anar davant del pretor amb l'acord, i segurament amb els cinc testimonis. La llei feia possible que el prestador prengués com a esclau al deutor, i de vegades també als seus fills, i els podia fer treballar fins a pagar el deute, vendre'ls, portar-los a la presó o fins i tot matar-los. La llei permetia que el prestador tingués a la presó, moltes vegades a la seva pròpia casa, al deutor, durant un termini de seixanta dies, amb l'obligació de donar-li un àpat al dia. Després podia portar-lo al mercat i pregonar l'import del deute, per si algú se'n volia fer càrrec. Si no era així, el treia de la llista de ciutadans i podia ser venut com a esclau, o el podia matar, diu Aulus Gel·li.
El jurista Gai diu que es va dictar una Lex Vallia que suavitzava aquestes penes, i que el deutor no podia ser tancat a la presó sense un judici previ que constatés que no s'havia pagat el deute. Més tard, la Lex Poetelia Papiria, l'any 326 aC, va posar fi a aquesta mena de contractes.